# Parathyma
Parathyma är ett släkte av fjärilar. Parathyma ingår i familjen praktfjärilar.

## Dottertaxa tillParathyma, i alfabetisk ordning[1]
- Parathyma abiasa
- Parathyma acutipennis
- Parathyma adamsoni
- Parathyma adunora
- Parathyma amhara
- Parathyma amharin
- Parathyma anaka
- Parathyma asita
- Parathyma asitina
- Parathyma asura
- Parathyma avitus
- Parathyma baelia
- Parathyma bahula
- Parathyma barisana
- Parathyma batilda
- Parathyma battakana
- Parathyma bignaya
- Parathyma caprotina
- Parathyma clerica
- Parathyma constricta
- Parathyma cordigera
- Parathyma elwesi
- Parathyma epibaris
- Parathyma erebina
- Parathyma eriosine
- Parathyma euryleuca
- Parathyma fricula
- Parathyma gandara
- Parathyma gitgita
- Parathyma gutama
- Parathyma helma
- Parathyma hierasus
- Parathyma hirayamai
- Parathyma hirona
- Parathyma horishana
- Parathyma hosonoi
- Parathyma idita
- Parathyma inara
- Parathyma inarina
- Parathyma indosinica
- Parathyma ishiana
- Parathyma jadava
- Parathyma jadera
- Parathyma kanara
- Parathyma kanwa
- Parathyma karwara
- Parathyma kasa
- Parathyma kasina
- Parathyma kresna
- Parathyma laela
- Parathyma latecincta
- Parathyma latifascia
- Parathyma leucophryne
- Parathyma leucothoe
- Parathyma lingana
- Parathyma maculosa
- Parathyma mahesa
- Parathyma malaya
- Parathyma matanga
- Parathyma matthiola
- Parathyma meillieri
- Parathyma mendica
- Parathyma moorei
- Parathyma napoleonis
- Parathyma nefte
- Parathyma neftina
- Parathyma ningpoana
- Parathyma nivifera
- Parathyma obsolescens
- Parathyma opalina
- Parathyma orientalis
- Parathyma parajina
- Parathyma parakasa
- Parathyma pedanias
- Parathyma perinus
- Parathyma perius
- Parathyma phorkys
- Parathyma polyxena
- Parathyma pravara
- Parathyma preciosa
- Parathyma privata
- Parathyma pusilla
- Parathyma ranga
- Parathyma reta
- Parathyma retina
- Parathyma riamba
- Parathyma salvini
- Parathyma seitzi
- Parathyma selenophora
- Parathyma serica
- Parathyma shan
- Parathyma speciosa
- Parathyma strophia
- Parathyma subrata
- Parathyma subratina
- Parathyma sulpitia
- Parathyma syma
- Parathyma tamesa
- Parathyma teldeniya
- Parathyma tenuifasciata
- Parathyma tigrina
- Parathyma tricula
- Parathyma urvasi
- Parathyma varina
- Parathyma yasana
- Parathyma zynara